# Ctenitopsis sasaki
Ctenitopsis sasaki là một loài dương xỉ trong họ Tectariaceae. Loài này được Hayata Ching & C.H. Wang mô tả khoa học đầu tiên năm 1983.